# Гіррлінген
Гіррлінген (нім. Hirrlingen) — громада в Німеччині, знаходиться в землі Баден-Вюртемберг. Підпорядковується адміністративному округу Тюбінген. Входить до складу району Тюбінген.
Площа — 12,81 км2. Населення становить 3151 ос. (станом на 31 грудня 2020).